# Kolmitzental
Das Kolmitzental ist ein linkes Seitental des Mölltals in der Goldberggruppe in Kärnten (Österreich). Das Quellgebiet und der obere Teil liegen in der Gemeinde Stall, der untere Teil des Tales gehört zur Gemeinde Mörtschach.

## Lage
Das Kolmitzental ist im Westen zum Mölltal offen, sonst wird es umrahmt von den Gipfeln der Sadniggruppe, dem südlichen Teil der Goldberggruppe:
|         | Stellenkopf (2590 m)                        | Sadnig (2745 m)                                 |
| Mölltal | Kompassrose, die auf Nachbargemeinden zeigt | Kleiner Sadnig (2626 m) Hochgrubenkopf (2664 m) |
|         | Zellinkopf (2597 m)                         | Melenkopf (2597 m)                              |

Zwischen Sadnig und Hochgrubenkopf liegen mehrere kleine Seen in einer Höhe zwischen 2430 und 2520 Metern.

## Kolmitzenbach
Der größte dieser Seen speist den Kolmitzenbach, der ein Einzugsgebiet von 18,2 Quadratkilometern hat.
Nebenbäche des Kolmitzenbaches sind
- Ochsnerbach, rechter Zubringer
- Zlonigbach, linker Zubringer

Der Kolmitzenbach mündet beim Ort Lassach in die Möll.

## Geologie
Im Bereich des Kolmitzentales befindet sich die tektonische Grenze zwischen der Melenkopf-Serie und der Sadnig-Serie. Die Melenkopf-Serie ist ein Komplex von Glimmerschiefer, Schiefergneis, Augengranitgneis und untergeordnetem Amphibolit. Die Sadnig-Serie ist eine Metasedimentfolge bestehend aus Glimmerschiefern und Quarziten. Die tektonische Grenze zwischen diesen beiden Serien ist eine steile Transpressionszone. Hier haben sich die aneinander vorbei gleitenden Blöcke in vielfältiger Weise verkeilt.

## Wanderungen / Schitouren
Das Kolmitzental ist eine unberührte Naturlandschaft. Der einzige markierte Wanderweg berührt das Tal im Nordosten. Er führt aus der Fragant auf den Kleinen Sadnig, weiter zum Sadnig und über die Sadnigscharte ins Astental. Im Winter ist der Stellenkopf über das Kolmitzental als anspruchsvolle Schitour begehbar.